# 佐佐木光
佐佐木光（日语：佐々木 ひかり，1993年1月13日—），是橫濱Bay be's所屬的女童星（早期）及導師（而此劇團又與Office Matsuda事務所有聯繫）。出身於日本京都府。

## 人物
- 興趣：爵士舞、卡拉OK、收集毛織／填塞玩具（如洋娃娃等）
- 特長：鋼琴、單輪車、單槓、跳繩、短跑

## 演出作品

### 電視劇
- 女王的教室（日本電視台、2005年）飾演6年3班學生刈谷孝子。
- 演歌女王（日本電視台、2007年） 飾演欺負貞子的角色。

### 電視節目
- （錄影播放）（日本電視台、1999年）
- 峰龍太的BON的午餐前（錄影播放）（日本電視台、2001年）
- 東京Site（朝日電視台、2002年）

### 舞台劇
- Kitchen（2004年）飾演Oil。

### 廣告
- 花王 Wide Heiter 1/2（廣告歌）（1999年）

### CD
- LUNASEA「LOVESONG」（Back Chorus）（2000年）

## 外部連結
- 官方個人詳細資料（童星時期）（Internet Archive存檔）
- 官方個人照：1[永久]、2、3[永久]